# Okręg wyborczy Glasgow St. Rollox
Okręg wyborczy Glasgow St. Rollox powstał w 1885 r. i wysyłał do brytyjskiej Izby Gmin jednego deputowanego. Okręg położony był w Glasgow. Został zlikwidowany w 1950 r.

## Deputowani do brytyjskiej Izby Gmin z okręgu Glasgow St. Rollox
- 1885–1886: John McCulloch, Partia Liberalna
- 1886–1892: James Caldwell, Partia Liberalno-Unionistyczna
- 1892–1895: James Morse Carmichael, Partia Liberalna
- 1895–1900: Ferdinand Faithfull Begg, Partia Konserwatywna
- 1900–1906: John Wilson, Partia Konserwatywna
- 1906–1918: Thomas McKinnon Wood, Partia Liberalna
- 1918–1922: Gideon Oliphant-Murray, Partia Konserwatywna
- 1922–1931: James Stewart, Partia Pracy
- 1931–1950: William Leonard, Co-operative Party